# Mniszek (wieś w województwie kujawsko-pomorskim)
Mniszek – wieś w Polsce, położona w województwie kujawsko-pomorskim, w powiecie świeckim, w gminie Dragacz.
W latach 1975–1998 miejscowość administracyjnie należała do województwa bydgoskiego. Według Narodowego Spisu Powszechnego (III 2011 r.) liczyła 137 mieszkańców. Jest dwunastą co do wielkości miejscowością gminy Dragacz.

## Mennonici
Prawdopodobnie jeszcze w XVII wieku przejściowo lub na dłużej w miejscowości osiedlili się mennonici. Mieli oni za zadanie zagospodarować obszary w dolinie Wisły, która dotąd często była zalewana przez rzekę. Osiedlali się oni na tych ziemiach na prawie holenderskim. Oznacza to, że mogli oni czerpać zyski z tytułu dzierżawy, ale bez prawa do własności ziemi i bez możliwości nabycia jej przez zasiedzenie.

## II wojna światowa
Miejsce martyrologii: w latach 1939–1945 w okolicach wsi, hitlerowcy w bestialski sposób pomordowali ok. 10-12 tys. mieszkańców w tym księży, pacjentów zakładu psychiatrycznego i nauczycieli.

## Pomnik przyrody
We wsi koło przystanku PKS rośnie uznany za pomnik przyrody Dąb szypułkowy o obwodzie 400 cm.